# 永田裕治
永田 裕治（ながた ゆうじ、1963年10月18日 - ）は、兵庫県西宮市出身の高校野球指導者、高等学校教諭（保健体育科）である。

## 来歴
報徳学園高等学校時代は、3年時に出場した第63回全国高等学校野球選手権大会に7番・右翼手で全国制覇。エースで4番だった金村義明とは同級生にあたる。
教師を目指して中京大学に進学し、卒業後は1987年から大阪市立桜宮高等学校のコーチに就任。1990年から母校である報徳学園高校のコーチを務めた後、1994年に監督に就任した。

### 報徳学園監督
就任翌年の1995年春にチームを6年ぶりに甲子園に導くと、2002年に行われた第74回選抜高等学校野球大会では、チームを28年ぶり2度目の優勝に導いた。
「全員野球」を信条に甲子園春11回・夏7回出場、通算23勝の成績を残した。2017年1月27日に退任が発表された。後任は部長の大角健二。出場が決まっていた同年春の甲子園ではベスト4に進出したが、準決勝で履正社に4-6で惜敗し、これが報徳学園監督としては最後の采配となった。以後も報徳学園高校には教員として残った。その後は2018年に第12回BFA U18アジア選手権（3位）の監督、2019年に第29回WBSC U-18ワールドカップ（5位）の監督を務めた。

### 日本大学三島監督
2019年12月5日に翌2020年4月1日付で日本大学三島高等学校に保健体育科教員として着任するとともに、野球部の監督に就任することが同校より発表された。就任2年目の2021年、秋の都道府県大会で優勝し、東海大会でも優勝。2022年春の第94回選抜高等学校野球大会への出場を決めた。日大三島としては、実に38年ぶりの選抜出場になる第104回全国高等学校野球選手権大会にも33年ぶり2回目の出場を果たした。

## 主な成績

### 選手時代
- 第63回全国高等学校野球選手権大会
  - 報徳学園高等学校：優勝

### 監督・部長時代
- 第32回明治神宮野球大会
  - 報徳学園高等学校：優勝
- 第74回選抜高等学校野球大会
  - 報徳学園高等学校：優勝